# اچ‌نوام‌اس رپ (۱۸۷۳)
اچ‌نوام‌اس رپ (۱۸۷۳) (به انگلیسی: HNoMS Rap (1873)) یک کشتی بود که طول آن ۱۸٫۲ متر (۵۹ فوت ۹ اینچ) بود. این کشتی در سال ۱۸۷۳ ساخته شد.